# Torre (Peramea)
La Torre és una obra de Baix Pallars (Pallars Sobirà) inclosa a l'Inventari del Patrimoni Arquitectònic de Catalunya.

## Descripció
Edifici de planta rectangular, situada a l'extrem meridional del recinte de Peramea, entre les dues portes d'accés d'aquest, de les que neixen els dos carrers que ascendeixen fins al nucli superior format per l'església i el Pui de les Forques.
La seva estructura ha estat molt modificada per poder utilitzar-la com a habitatge. Així i tot, per la seva alçada, sobresurt de les cases circumdants (planta i tres pisos). Actualment els murs externs són coberts per una capa de calç.